# Eudasyphora occidentalis
Eudasyphora occidentalis är en tvåvingeart som först beskrevs av Peris och Gustavo A. Llorente 1963.  Eudasyphora occidentalis ingår i släktet Eudasyphora och familjen husflugor. Inga underarter finns listade i Catalogue of Life.